# Municipio Bolívar (Aragua)
El municipio Bolívar es uno de los 18 municipios que forman parte del estado Aragua, Venezuela ubicado al centro-norte del estado. Tiene una superficie de 58 km² y una población de 60.080 habitantes (censo 2011). Su capital es San Mateo que forma parte del área metropolitana de Maracay.

## Economía
Las actividades agrícola e industriales forman las principales fuentes de ingresos del municipio, cerca del 3% de las industrias del estado Aragua están dentro del municipio Bolívar mientras que en el sector agrícola destaca la producción de yuca y lechoza segundo y tercero en toneladas de producción de Aragua.

## Geografía
Presenta un relieve montañoso al centro y al norte del municipio, mientras que el sur es llano debido a la depresión que forma el lago de Valencia. Tiene temperatura promedio entre 24,5 °C y 30 °C con una precipitación promedio anual de 900 mm.
| Parámetros climáticos promedio de Municipio Bolívar, según mediciones de sensores remotos (2000–2011) | Parámetros climáticos promedio de Municipio Bolívar, según mediciones de sensores remotos (2000–2011) | Parámetros climáticos promedio de Municipio Bolívar, según mediciones de sensores remotos (2000–2011) | Parámetros climáticos promedio de Municipio Bolívar, según mediciones de sensores remotos (2000–2011) | Parámetros climáticos promedio de Municipio Bolívar, según mediciones de sensores remotos (2000–2011) | Parámetros climáticos promedio de Municipio Bolívar, según mediciones de sensores remotos (2000–2011) | Parámetros climáticos promedio de Municipio Bolívar, según mediciones de sensores remotos (2000–2011) | Parámetros climáticos promedio de Municipio Bolívar, según mediciones de sensores remotos (2000–2011) | Parámetros climáticos promedio de Municipio Bolívar, según mediciones de sensores remotos (2000–2011) | Parámetros climáticos promedio de Municipio Bolívar, según mediciones de sensores remotos (2000–2011) | Parámetros climáticos promedio de Municipio Bolívar, según mediciones de sensores remotos (2000–2011) | Parámetros climáticos promedio de Municipio Bolívar, según mediciones de sensores remotos (2000–2011) | Parámetros climáticos promedio de Municipio Bolívar, según mediciones de sensores remotos (2000–2011) | Parámetros climáticos promedio de Municipio Bolívar, según mediciones de sensores remotos (2000–2011) |
| Mes                                                                                                   | Ene.                                                                                                  | Feb.                                                                                                  | Mar.                                                                                                  | Abr.                                                                                                  | May.                                                                                                  | Jun.                                                                                                  | Jul.                                                                                                  | Ago.                                                                                                  | Sep.                                                                                                  | Oct.                                                                                                  | Nov.                                                                                                  | Dic.                                                                                                  | Anual                                                                                                 |
| --- | --- | --- | --- | --- | --- | --- | --- | --- | --- | --- | --- | --- | --- |
| Temp. máx. abs. (°C)                                                                                  | 38.8                                                                                                  | 43.3                                                                                                  | 42.6                                                                                                  | 43.3                                                                                                  | 40.3                                                                                                  | 37.5                                                                                                  | 36.5                                                                                                  | 32.3                                                                                                  | 32.9                                                                                                  | 34.3                                                                                                  | 34.6                                                                                                  | 35.7                                                                                                  | 43.3                                                                                                  |
| Temp. máx. media (°C)                                                                                 | 31.2                                                                                                  | 34.3                                                                                                  | 36.4                                                                                                  | 36.0                                                                                                  | 30.4                                                                                                  | 28.0                                                                                                  | 26.8                                                                                                  | 27.5                                                                                                  | 28.1                                                                                                  | 28.3                                                                                                  | 28.1                                                                                                  | 28.6                                                                                                  | 30.3                                                                                                  |
| Temp. media (°C)                                                                                      | 22.9                                                                                                  | 23.8                                                                                                  | 23.4                                                                                                  | 22.4                                                                                                  | 23.0                                                                                                  | 23.2                                                                                                  | 22.4                                                                                                  | 24.3                                                                                                  | 25.4                                                                                                  | 25.0                                                                                                  | 23.6                                                                                                  | 23.4                                                                                                  | 23.6                                                                                                  |
| Temp. mín. media (°C)                                                                                 | 19.0                                                                                                  | 19.5                                                                                                  | 20.2                                                                                                  | 20.5                                                                                                  | 20.6                                                                                                  | 20.1                                                                                                  | 19.6                                                                                                  | 19.6                                                                                                  | 19.9                                                                                                  | 20.0                                                                                                  | 19.7                                                                                                  | 19.1                                                                                                  | 19.8                                                                                                  |
| Temp. mín. abs. (°C)                                                                                  | 16.7                                                                                                  | 17.0                                                                                                  | 13.9                                                                                                  | 15.6                                                                                                  | 17.3                                                                                                  | 13.8                                                                                                  | 8.7                                                                                                   | 15.0                                                                                                  | 13.9                                                                                                  | 12.8                                                                                                  | 15.6                                                                                                  | 15.9                                                                                                  | 8.7                                                                                                   |
| Fuente: MOD11A2 MODIS/Terra Land Surface Temperature/Emissivity                                       | | | | | | | | | | | | | |

## Historia
Se fundó como pueblo de doctrina en 1620 por el teniente general Pedro José Gutiérrez de Lugo y el vicario Gabriel de Mendoza, quien representaba al obispo fray Gonzalo de Angulo. El pueblo se ubicó en terrenos de la Encomienda otorgada a Simón Bolívar "El Viejo" (fundador de la dinastía de la familia Bolívar) en 1593.

## Política y gobierno

### Alcaldes
| Período                            | Alcalde                | Partido político / Alianza | % de votos | Notas |
| ---------------------------------- | ---------------------- | -------------------------- | ---------- | --- |
| 1989 - 1992                        | Marcos Tulio Echezuria | MAS                        | 52,77      | Primer alcalde bajo elecciones directas                                                                                |
| 1992 - 1995                        | César Barrera          | MAS                        | 49,60      | Segundo alcalde bajo elecciones directas                                                                               |
| 1995 - 2000                        | César Barrera          | MAS                        | -          | Reelecto (se realizaron elecciones generales adelantadas en el 2000 debido a la aprobación de la Constitución de 1999  |
| 2000 - 2004                        | César Barrera          | MAS                        | 58,29      | Reelecto |
| 2004 - 2008                        | César Barrera          | PODEMOS                    | 58,59      | Reelecto |
| 2008 - 2013                        | Freddy Arenas          | PSUV                       | 60,94      | Tercer alcalde bajo elecciones directas (se postergan 1 año las elecciones municipales pautadas para finales del 2012) |
| 2013 - 2017                        | Freddy Arenas          | PSUV                       | 45,25      | Reelecto. en 2017 se suma a Avanzada Progresista por expulsión del PSUV                                                |
| 2017 - 2021                        | Marisela Arenas        | PSUV                       | 69,43      | Cuarto alcalde bajo elecciones directas                                                                                |
| 2021 - 2025                        | Lolimar Montilla       | PSUV                       | 57,06      | Quinto alcalde bajo elecciones directas                                                                                |
| Fuente: Consejo Nacional Electoral |                        |                            |            | |

### Concejo municipal
Periodo 2021 - 2025
| Concejales:       | Partido político / Alianza |
| ----------------- | -------------------------- |
| Yenny Tovar       | PSUV                       |
| Javier Silva      | PSUV                       |
| Yanelys Calanche  | PSUV                       |
| Marisol Rodríguez | PSUV                       |
| José Guatache     | PSUV                       |
| Gabriel Rodríguez | PSUV                       |
| Leida Jiménez     | PSUV                       |